# NK Zagreb
L'NK Zagreb és un club de futbol croat de la ciutat de Zagreb.

## Història
El club va ser fundat el 1903 com a PNIŠK (Prvi Nogometni i Športski Klub, traduït, Primer Club de Futbol i Esports), essent un dels primers clubs fundats a Croàcia. Entre els jugadors més destacats de la història cal destacar Ivica Olić que portà el club a guanyar el campionat de l'any 2002, o Joško Popović

## Palmarès
- 1 Lliga croata de futbol: 2002.